# Gebel Doscha

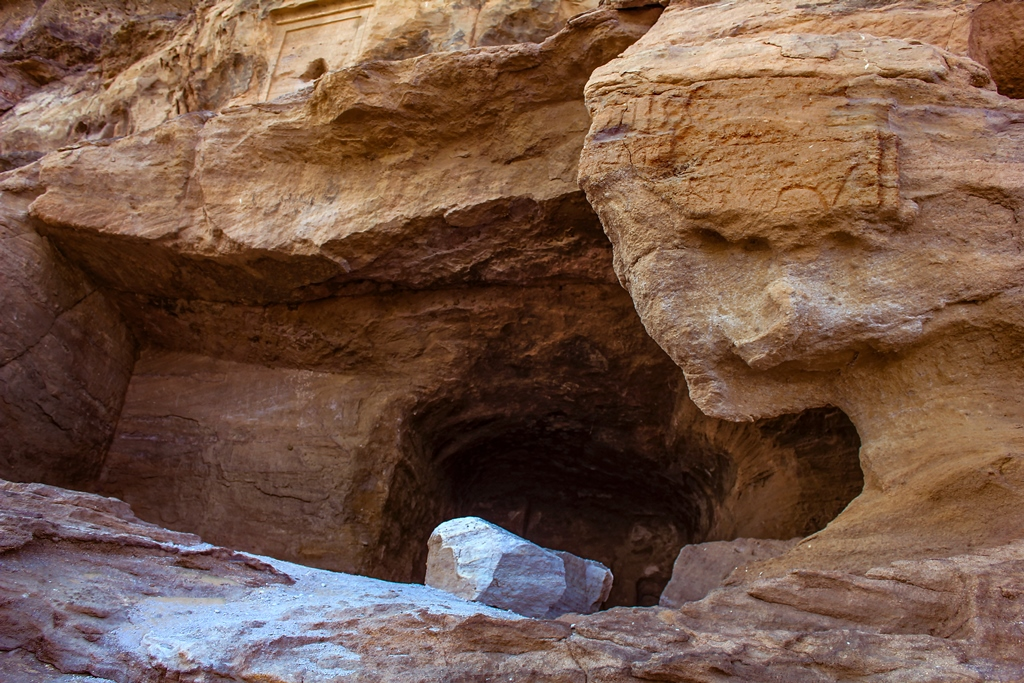
Speos des Thutmosis III.; Reste von Dekoration rechts vom Eingang; links oben die Stele von Sethos I.

Gebel Doscha, ein Felssporn aus Sandstein, ist eine antike Fundstätte etwa fünf Kilometer nördlich von Soleb zwischen dem zweiten und dritten Nilkatarakt am Westufer in Nubien, dem heutigen Sudan. Im 15. Jahrhundert v. Chr. entstand hier eine Felskapelle (Speos) des altägyptischen Königs Thutmosis III. Später wurden weitere Monumente aus dem Felsen gehauen, darunter eine königliche Stele des Sethos I. und mindestens eine Stele des Amenemipet, Vizekönig von Kusch. Die umfangreichste Dokumentation der Stätte ist immer noch durch die Preußische Expedition nach Ägypten unter Richard Lepsius überliefert, der sie 1844 besuchte.

## Kapelle des Thutmosis III.

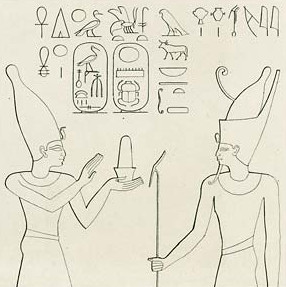
Reliefdarstellung des Thutmosis III., der dem vergöttlichten Sesostris III. opfert. Zeichnung: Maximilian Ferdinand Weidenbach, 1844

Die Felskapelle liegt mit Blick auf den Nil ein paar Meter über dem Ufer. Das wesentliche Bauprogramm wurde unter Thutmosis III. durchgeführt. In Art und Inhalt ist sie ähnlich zu seiner Felskapelle in Ellesija, die sich heute im Museo Egizio in Turin befindet. Sie besteht aus einer Querhalle und einem rechteckigen Naos im Innern mit den Überresten von drei sitzenden Statuen an der Rückwand, die aus dem Fels gehauen wurden. Kleine Nischen in der Rückwand und den Seitenwänden des Naos wurden später hinzugefügt. Da die Kapelle als Wohnhaus und Unterkunft wiederverwendet wurde, erlitt sie einigen Schaden.
Das Dekorationsprogramm, das einst von hoher Qualität war, ist nur noch fragmentarisch erhalten geblieben. Es bestand hauptsächlich aus Szenen, die Thutmosis III. beim Opfer vor verschiedenen Gottheiten zeigten. Auf der Ostwand betete er den vergöttlichten Sesostris III. an. Auch die Statuen an der Rückwand sind stark verstümmelt und somit schwer zu identifizieren. Die zentrale Figur ist ziemlich sicher Thutmosis III., vielleicht mit der Weißen Krone des Südens. Die Figur links trägt zwei lange Federn als Kopfschmuck, womit es sich um Amun-Re handeln könnte. Die rechte Statue ist stärker beschädigt als die anderen, womit ihre Identität unklar bleibt.
Modifizierungen der ursprünglichen Dekoration aus der 19. Dynastie (vermutlich unter Sethos I.) zeigten wahrscheinlich auch zwei Beamte, bei denen es sich um Vizekönige von Kusch gehandelt haben könnte.
Auffällig ist eine Reihe von tiefen, rechteckigen Löchern, die sich von einem Punkt direkt über dem Eingang der Kapelle in einer Linie nach rechts erstrecken. Vermutlich wurden diese angebracht, um Holzbalken zu halten, ihre genaue Funktion bleibt jedoch unklar. Ähnliche Löcher wurden im Zusammenhang mit der Felskapelle von Ellesija gefunden.

## Stele des Sethos I. und Darstellungen von schreitenden Figuren

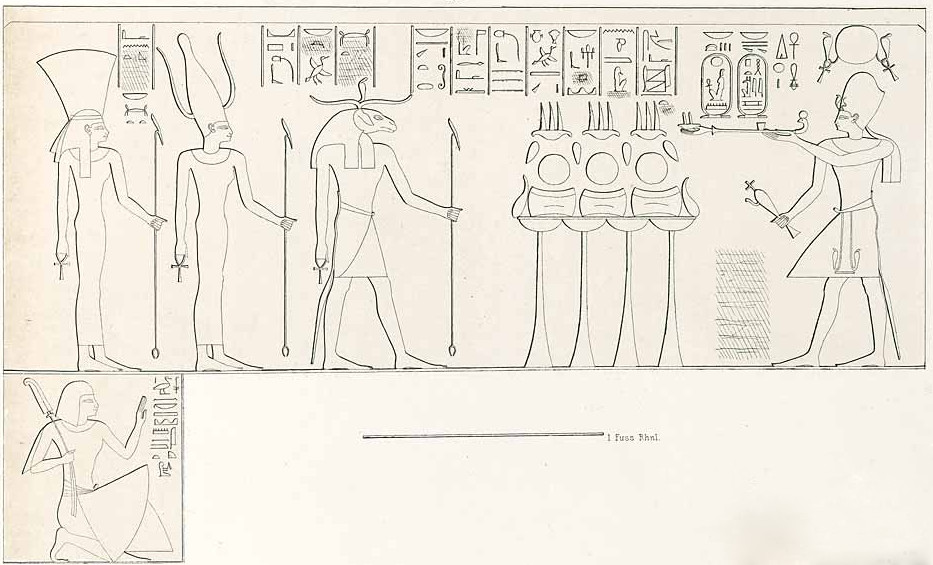
Die Stele des Sethos I.

Die Stele des Sethos I. liegt einige Meter links über der Felskapelle. Sie hat eine rechteckige Form und ist etwa 1,5 m hoch. Im Horizontalregister an der Spitze ist Sethos I. zusammen mit Gottheiten aus der Region dargestellt: Chnum, Satet und Anuket. Die linke Szene im Register darunter zeigt den knienden Amenemipet, Vizekönig von Kusch, der für die Erstellung dieses Denkmals verantwortlich war. Die restliche Stele enthält 15 horizontale Zeilen, deren Inhalt noch nicht vollständig erfasst und untersucht wurde. Einige Teile davon sind zwar beschädigt, andere befinden sich jedoch in gutem Zustand.
Sicherlich zeitgenössisch zur Stele des Sethos I. ist einige Meter links davon die Darstellung von drei jeweils etwa 40 cm hohen männlichen Figuren. Es sieht so aus, als würden sie mit in Ehrerbietung erhobenen Armen in Richtung der Stele um den Felsen schreiten. Vor jeder erwähnt eine Spalte mit Hieroglyphen ihre Titel und Namen: der Priester Sabschek, der Schreiber Neb und der Priester Maimes.
Eine zweite, vergleichbare Gruppe von drei Beamten befindet sich auf der rechten Seite und unterhalb der Stele. Ihre Arme zeigen nach unten und es sieht so aus, also ob sie von der Stele wegschreiten würden. Der Name der ersten Figur ist verloren, er begann jedoch mit dem Element „Iry...“. Der Zweite kann als Priester Saabschek identifiziert werden. Die Hieroglyphen, die zur dritten Figur gehören, sind noch unklar und bedürfen weiterer Untersuchungen.

## Weitere Stelen

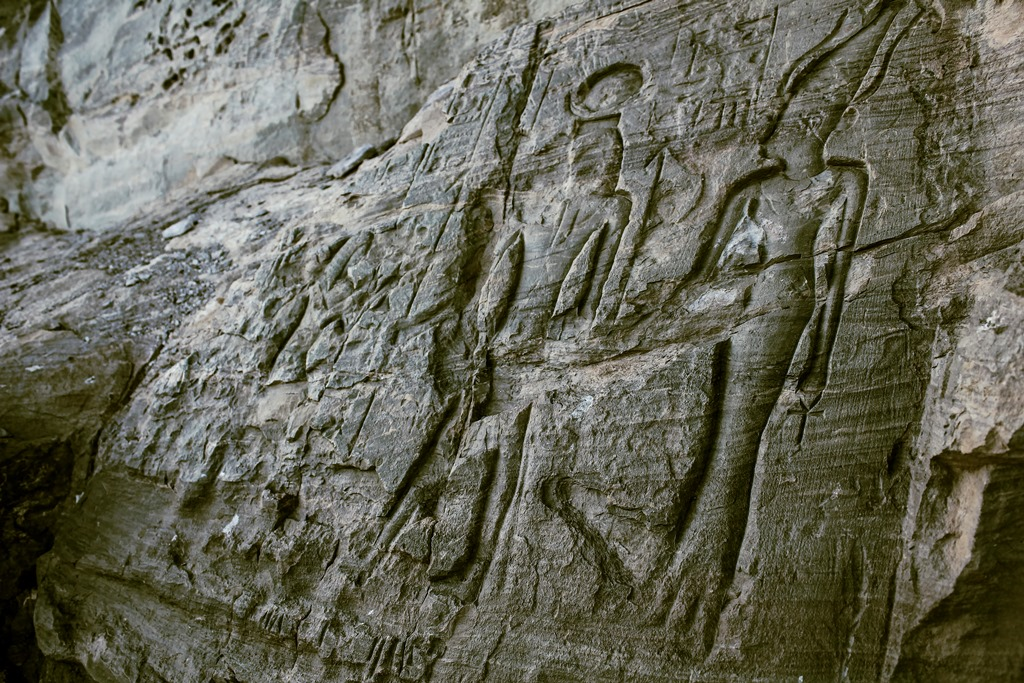
Tiefrelief mit Amenemipet, Vizekönig von Kusch, Mondgott und Satet anbetend.

Etwas weiter rechts der zweiten Figuren-Gruppe wurde eine kleine Stele mit abgerundeter Spitze aus dem Felsen gehauen, die aus zwei horizontalen Registern besteht. Das Obere enthält eine Szene, die Amenemipet, Vizekönig von Kusch, stehend und opfernd vor den beiden sitzenden Gottheiten Chnum und Satet zeigen. Im unteren Register sind zwei weitere Beamte mit zur Ehrerbietung erhobenen Armen dargestellt. Die hieroglyphischen Beischriften sind etwas verwischt und erfordern weitere Untersuchungen.
Noch etwas weiter rechts der Stele des Amenemipet befindet sich eine ähnliche Stele eines Schreibers namens Keny. Dieser betet „Amun-Re des reinen Bergs“ und Satet an. Möglicherweise bezieht sich der „reine Berg“ hier auf den Gebel Doscha.
An der Nordostecke des Gebel Doscha zeigt eine fein geschnitzte Relief-Szene in der Mitte einen stehenden Mann mit erhobenen Armen und dahinter Opfervasen auf einem Ständer. Die Hieroglyphen weisen ihn als „Träger von Buhen“ Sebachau(?) aus. Dieser Name ist auch aus anderen Inschriften aus der frühen Ramessidenzeit belegt. Möglicherweise war diesem Mann auch eine Felsinschrift auf Ibrim gewidmet.
Einige Meter links der Kapelle des Thutmosis III., etwa einen Meter über dem Ufer, befinden sich die Überreste einer weiteren Stele. Die linke Seite stellt die kniende Gestalt eines Beamten dar, der zwei Gottheiten rechts davon anbetet. Die Szene ist von einer geflügelten Sonnenscheibe bekrönt. Die Identität der ersten Gottheit ist noch unklar, es handelt sich möglicherweise um einen Mondgott. Die zweite ist die Göttin Satet. Namen und Titel des Beamten sind fast vollständig verschwunden. Qualität und Stil des Monuments legen aber nahe, dass es sich um eine weitere Darstellung des Vizekönigs Amenemipet handelt.
Einige weitere Stelen dekorierten ursprünglich die Felswand rechts der Thutmosis-III-Kapelle. Leider sind ihre Inschriften jedoch nicht mehr erhalten.